# Poza Czasem
Poza Czasem – polski system RPG, wydany przez wydawnictwo Menhir w 2004.
Świat
- Fabuła osadzona w celtyckich realiach.
- Akcja rozgrywa się w Tir Na Danu, krainie zamieszkanej przez lud Danu, czyli osiem plemion Bogini Danu.
- Tir Na Danu została kiedyś zjednoczona przez herosów, ale w chwili gdy rozpoczyna się przygoda jest znów podzielona na wiele niezależnych miast-grodów.
- W świecie władzę zdobywają dwie wrogie siły: Sluagh, zaprzeczenie wszystkiego co związane jest z Boginią, oraz Tajemniczy Zakon Wieczności, oddający cześć nieumarłemu bogu.
- Raz na jakiś czas, w którymś z grodów rodzi się dziecko pobłogosławione przez boginię. Gdy dorośnie podąży ścieżką wyznaczoną mu przez Boginię.
- Mamy do wyboru Barda, Kapłana, Wojownika, Łowcę i Oszusta są to tz drogi ku Bogini, każdy z nich charakteryzuje się innymi umiejętnościami.
- Do gry potrzebne są również karty postaci i MG, który to wszystko nakręci i poprowadzi. Do całości niezbędne jest jeszcze miejsce i czas na sesje i pomysł MG.

Do gry używa się kostek: k6, k12